# Suchobezvodnoe
Suchobezvodnoe (in russo Сухобезводное?) è un insediamento di tipo urbano della Russia europea centro-orientale, situato nel circondario urbano della città di Semënov dell'oblast' di Nižnij Novgorod.